# 拉得伯土
拉得伯土（英语：Paschasius Radbertus，785年—865年），是1073年由教皇格雷戈里七世封聖的法蘭克聖人。他是一位卡洛林文艺复兴神學家，亦是法國北部一間科比(Corbie)修院的俢士。他最知名和最有影響力的作品是在831年寫成的《論主的身體和血》(De Corpore et Sanguine Domini)，此作品是關於聖餐性質的論述。他的聖人紀念日是4月26日。

## 生平
關於拉得伯土的童年並沒有太多記載，只知道他小時候被遺棄在位於de Soissons的聖母院台階上。被那些修女發現及撫養成人，並且甚得女修道院長西奧德拉拉(Theodrara)喜愛。 年輕的時候，拉得伯土離開了修道院，在科比成為修士跟隨修道院院長阿德拉德。在那裡，他遇到了阿德拉德的兄弟及繼任者Wala，在阿德拉德和Wala的教導下，拉得伯土開始專注於修道院的生活，用心學習及作各種教導。當阿德拉德在826年去世時，拉得伯土協助Wala成為修道院院長。當Wala在836年逝世後，繼位的新院長拉特蘭努對拉得伯土一些對教會的學說持反對意見。拉特蘭努特意用相同標題寫了一個反對拉得伯土對聖餐觀點的論文論主的身體和血(De Corpore et Sanguine Domini)。到844年，拉得伯土終成為修道院院長，但在十年後辭職專注學術硏究。 他離開科比去到附近的聖里基爾修道院，在那裡他自願流放了幾年。至於他為何辭職至今仍沒人知道真正原因，不少歷史學家認為是由於他過往在修道院的派系爭端而引至；其中亦包括他和年輕修士之間的種種誤解。他後來回到昔日科比的修道院，一直居住至865年逝世。 
拉得伯土首先被埋藏在科比的聖約翰教堂。然而，在大量的奇蹟發生及被發表後，教皇就下令將他的遺體改藏在科比的聖彼得教堂。

## 神學貢獻

### 聖禮神學
拉得伯土看聖禮是令神與人連結。在他的作品“On the Body and Blood of the Load”前部分，拉得伯土指出聖禮的重要教義，聖禮的目的是“合一”(unity)，他並以水禮為例子點出聖禮對信徒的重要性。曾解釋什麼是聖禮，以及為甚麼叫聖禮。他列出浸禮、堅振禮、聖體及主的血，並集中討論浸禮是典型的聖禮。亦有詳細解釋聖禮是讓信徒成為主內一員，並與基督聯合，並和其他信徒成為一體。總結是水禮是對教會有重要意義，是“合而為一”。亦象徵新成員加入教會。
另外拉得伯土評論聖餐是水禮之後的聖禮，是持續性的。他認為聖餐是基督的真實身體，因為只有基督的真正身體才能與基督聯合。拉氏強調“祂與我們同在，我們在祂裏面，我們與祂同在，這是對的，“我們與祂一起，為祂而活。因此我們吃主的肉和喝祂的血。”最後拉得伯土作總結道出，“這是信的力量，合一和生命的分享。”因在基督裡可彼此相交和聯合。拉得伯土肯定地指出於未世時代聖餐是重要的，是繼浸禮後令信徒繼續成長，逐漸灌輸生命和聖潔，亦能潔淨靈魂和為永生鋪路。
在論主的身體和血首集初段，拉得伯土指出在聖禮中聖靈是擔當着重要的角色。拉得伯土指基督帶給教會聖餐、水禮和聖經，這些都有聖靈的保證。拉得伯土並解釋接受聖禮的重要，並重申聖餐是洗禮的開始。聖餐增強了從洗禮來的聯合性。

### 肉體論
與其他卡洛林文艺复兴作者觀點相反，拉得伯土認為“Imago Dei”，或“神的形象”，是可以彰顯於人類的身體和靈魂。這個觀點與二世紀教會教父愛任紐的觀點是一致的。愛任紐相信耶穌是神道成肉身的實體；擁有天父的形象。因此，人類不僅在靈魂，而且在肉體中彰顯了上帝的形象。這個觀點與亞歷山大的俄利根的觀點相反，後者認為肉身身體與上帝的形象，兩者並沒有任何關係。  拉得伯土與當時其他神學家的觀點不同，拉得伯土並不將成聖過程等同於身體和靈魂的分離。相反，他認為人的條件(以物理形式存在)可以對實現成聖作出積極貢獻。然而，他確實相信一種mitigated的二元論，認為靈魂在這個成聖過程中比身體更為重要。  拉得伯土認為，生活是一個實踐死亡的機會，然而，身體是靈魂的監獄這種概念在他的工作中幾乎不存在。即使他相信身體在聖潔的過程中有作用，他也承認肉體與上帝不斷作出鬥爭，因此，身體是有能力在成聖過程中作出種種毀壞。 
而且拉得伯土認為，當主禮者宣讀基督話語的獻詞時(「這是我的身體。。這是我的血」)，神跡就會發生：餅和酒都會按字面變成基督的身體和血。雖然表面形狀保持不變，包括原來的顏色、形狀、味道等，但在餅和酒里面，就有神跡發生。拉得伯土是根據約翰福音六章(「我是生命的糧。。。吃人子的肉，喝人子的血」)和基督在樓房上的話語，建立他的教訓，按字面去解釋這些話語。他說，這種神跡的功效，只發生在那些憑信心接受的信徒身上，對于不信的人，是沒有果效的。這種說法開始時受到反對，但在十三世紀，就被羅馬天主教會正式接納。
聖經中講到當耶穌被賣的那夜，耶穌拿起逾越節晚餐所用的無酵餅，祝謝了就擘開，遞給門徒分喫，這昤猶太人在逾越節晚餐桌上慣常的做法。作為門徒的夫子，耶穌自然地扮演了一家之主的角色，負責領飯祈禱及分餅，於此並無詭異處。但是，特別的卻是衪接著說的話：「這是我的身體，為你們捨的。」對於這句話，不同傳統的基督徒有相當分歧的解釋，並且構成了對聖餐聖禮對抗性的神學看法。主張這句說話必須按照字面解釋的人，認為聖餐餅在經耶穌祝福了以後，便在本質上變成了基督的身體了，所以，我們在聖餐桌前領受餅時，實際的已不是肉眼所見的普通餅，而是基督的肉身。正如耶穌清楚向門徒宣示的：「我的肉身是可喫的，我的血真是可喝的。」(約六56)這便是所謂的「變質說」的主張，有人認為這是拉得伯土提出的於早至一世紀末已為教父所信奉，並且構成了基督教被教外人誤會為以人命來獻祭，喫人肉(cannibalism)、喫生肉(omophagy)的宗教的主要原因。 
當中於第四次拉特朗公會議，又譯作第四次拉特朗大公會議、第四次拉特蘭會議（Fourth Council of the Lateran），此會議對有關聖餐禮中作出了影響的決定，「化質說」被接納為正統。化質說認為，餅與酒內存的永久真實，經過祝謝已經變成基督的血與肉了。

## 拉特蘭努對拉得伯土聖餐觀的反駁
拉得伯土肯定聖餐中基督的身體與基督歷史性身體的等同，並且他也主張聖餐中的餅酒在祝聖之後，就真實地變成基督的肉和血。就表象而言，物質的味道和形象沒有改變，但就客觀而言，聖餐的物質已經不再是餅酒，而是基督的身體和血，因為基督道成肉身在聖餐當中，然而他也強調這客觀事實必須透過信心，才能成為信徒的主觀經驗。  對拉得伯土而言，基督在聖餐中為世人獻祭犧牲，乃是最為重要的。因此基督的身體和血真實地臨在於聖餐之中，乃是必須的。既然基督的身體和血真實臨在於聖餐之中，乃是出自於上帝旨意的客觀實體，因此即使是那「不按理吃喝」的人所領受的聖餐，同樣是基督的身體和血。  在拉得伯土的觀點發表之後，隨即引發當時神學界不同的反應，其中最著名的反對者為拉特蘭努。拉特蘭努主要的反對意見主要針對兩項議題：基督的身體如何臨在聖餐？聖餐中基督的身體與基督歷史中的身體是否等同？關於前者，拉特蘭努主張聖餐是個奧秘，聖餐中的餅酒都是象徵，餅酒之中隱藏著基督的身體和血，亦即基督的臨在乃是屬靈的真實，而非象徵的與主觀的。  如果餅酒不是象徵，而是變質成為身體與血，那麼信心在聖餐中就失去地位，而聖餐就不是奧秘了。  關於後者，拉特蘭努反對拉得伯徒的主張，他認為基督歷史性的身體現今存留在天父的右邊；在聖餐中，基督的身體是屬靈的，而非物質的。而關於這兩者的關係，拉特蘭努認為歷史性的身體是「基督真實的肉體」，而聖餐中的身體則是「基督肉體的聖禮」。  而對於聖餐中的獻祭，拉特蘭努較重視聖餐對於基督一次贖罪之獻祭的紀念價值。  
基督身體論(Understanding of Christ's Body)
拉得伯土相信真理(veritas)和形式或外觀(figura)之間的區別。基督降世是從真理到世界，從完美的境界到不完美的境界的一種宣告。 這意味著耶穌的肉體是假及不完美的，然而，拉得伯土斷言，基督的肉身並不是假的。基督同是真理和人，因為他外在的身體用來彰顯真理，存在於靈魂的真理從肉身表現出來。 道成肉身的耶穌也有著人肉身的需要，就像其他人一樣。他需要吃飯，睡覺，及社交生活。除此之外，他也施行奇蹟。這正展示道成肉身概念的二元性。奇蹟，由上帝透過一個人的身體施行，說明什麼是道成肉身。 耶穌的人性和他的神性，兩者之間存在相當複雜的關係，但是，耶穌在世上的作為正彰顯上帝天上的真理。因此，是道成肉身的一個完美展示。

## 馬利亞無原罪
馬利亞的地位日被尊崇，教會也開始教導馬利亞無罪的道理。問題的辯論集中在，究竟馬利亞受孕育的時期是不是沒有罪的﹔或者說，馬利亞雖曾受原罪所染，但在抬胎兒時期，蒙保守不被沾污。拉得伯土最先教導說，馬利亞在母腹時是沒有罪的，然后她進入這個世界，也不帶罪的瑕疵。1140年教會首次提出無瑕疵受孕論(immaculate conception)，但此說被克勒窩的伯爾納鐸和托马斯·阿奎那反對﹔不過，這觀念在教會中愈久愈被人接納，終於在1854年被公認為信條。

## 重要著作

### 論主的身體和血
論主的身體和血(De Corpore et Sanguine Domini)（寫在831和833之間）是拉得伯土最著名和最有影響力的作品，是一本對聖體聖餐本質論述的重要作品。它最初只是一本拉得伯土寫給科比修道院修士的教導指引，後來卻成為第一部在西方世界關於聖餐學說的長篇論文。  當中，拉得伯土同意安波罗修對聖體聖酒的看法，就是聖體聖酒是耶穌基督真實的的身體。拉得伯土認為，神是真理本身，因此，他的話語和行動必須是真實的。基督在最後的晚餐上宣告，麵包和酒就是他的身體和血，因為上帝是真理。  他認為，在聖餐中使用的麵包和葡萄酒就是基督的身體和血，  拉得伯土相信，透過基督的身體和血，每一位信徒在領受聖餐時就可身心靈與基督合一，亦令所有領受聖餐的信徒合一  拉得伯土認為，聖體聖血轉變成基督的肉體和血是有可能的，因為上帝是無所不能；能夠操縱自然，因為一切都是祂所創造。  在844年這本書作為一份禮物送給法蘭克的國王Charles the Bald，拉得伯土向他作出詳盡講解這聖餐化質論。怎料這觀點卻惹來拉特蘭努的反對，在拉得伯土發表這論說前，拉特蘭努特意寫了一個同名的反駁，由於Charles the Bald同樣不同意拉得伯土的這個觀點，所以吩咐拉特蘭努寫了這篇論文反駁。拉特蘭努相信，聖體聖血只是基督的一個比喻；他側重於信仰與新興科學之間的關係，而拉得伯土則相信神蹟，所以二人才對聖餐有如此不同的觀點。不久之後，另一位修士拉巴努斯·莫鲁斯也加入了辯論，並興起了卡羅林聖餐論。  然而，國王還是接受了拉得伯土的論點，令基督在聖體聖血在聖餐成為基督真實的身體和血，並成為後世羅馬天主教信仰的主導信念。

### 論聖母升天
820-830年左右，拉得伯土收到在蘇瓦松的聖母女修道院院長的請求，寫一篇為着記代念馬利亞升天的講論文章。
拉得伯土的論聖母升天(Assumption of the Holy Virgin Mary)一共分為四部份來形容馬利亞的一生。這四部份包括：1. 天使加百列向馬利亞傳喜訊；2. 馬利亞與基督在世的聖母生活；3. 基督升天後馬利亞在世上的生活及4. 馬利亞升天。對於馬利亞升天這一部份，拉得伯土並沒有使用偽經作研究。他在書中主要引用的是福音書、詩篇、雅歌和一些教父文獻。拉得伯土引用馬利亞的一生帶出一個信息，便是馬利亞是基督的新娘。 這本講論中，有幾處直接引用雅歌。當中，基督就是雅歌中的良人，良人向新娘所說的話，拉得伯土認為是指着馬利亞而說的。他引用了雅歌2:10-11和5:2來預示馬利亞的角色。接着，拉得伯土提出在生理上馬利亞是基督的母親，在靈性上馬利亞是基督的新娘。他引用了雅歌4:12-13,解釋馬利亞如何成為關了閂的園子。他形容馬利亞是受精是不可侵犯的，暗指馬利亞的受精是完美。對於「封閉了的泉源」，象徵新娘懷胎準備誕下基督時的狀態。她亦是誕下基督的那一位，從天堂誕下的。

### Vitae Adalhardi et Walae
兩本拉得伯土分別在826和836年，為兩位恩師 Adalhardi和 Walae寫的傳記。作為他送給兩人的禮物，感謝二人在屬命生命中對他的種種教導及影響。 
Vita Adalhardi相當簡短；它只對Adalhardi靈性生活的描述傳記。拉得伯土透過其獨特的寫作風格懷念這位恩師，拉得伯土以畫家Zeuxis的繪畫風格比喻Adalhardi。Zeuxis的專長是畫女性，其中最著名的就是Helen of Troy的畫像。拉得伯土說，正如Zeuxis努力將最完美女性的美態展現人前，同樣，Adalard也試圖為上帝的形象作出新的詮釋。在進行這個比較時，拉得伯土被喻為卡羅林時期的著名的人文主義作家，因為他將經典的古代文學與當代文學進行比較。   拉得伯土將Adalhardi作為基督的對比，強調兩人無限的愛和受苦。  他也將Adalard在教會中的角色與母親的角色相比較，這是在12世紀，在拉得伯土逝世三百年後的Cistercian所提出的靈性概念。拉得伯土在這本作品強烈表達失去Adalard的悲痛。雖然拉得伯土知道正如他的祖先Jerome所說苦痛最終應轉化為快樂，拉得伯土最終還是透過這本書盡情抒發失去Adalard的痛苦，想不到這竟成為一種非常獨特的文學寫作風格。這種寫作風格在12世紀之前也沒有見過。成為他對安慰文學傳統的最獨特的貢獻。
相比之下Vita Walae的篇幅就更為長（約為Vita Adalhardi的兩倍），並且以結構化的對話作描述。總共有八個章回，從描述幾位科比修士的對話帶出Walae的生平，在作品中他們均以化名稱呼。目的是掩蓋這些修士的真正身份。這些假名字均取自古典文本。  從各種來源的對話和段落被編織成不同文本（Act of St. Sebastien，The Book of Job，Various comedies ofTerence）。雖然不大反映關於Wala的描述，卻特顯了拉得伯土自己的信念和他寫作的技能。  Vita Walae不單被用作是Walae葬禮的悼詞，更成為Wala的傳記。

### 論處女生子
這書的內容主要表達馬利亞生基督是一種神蹟奇事，而非一般的自然分娩。若果基督的分娩不是一件神蹟，耶穌便不能因着馬利亞不是處女而把原罪帶給耶穌。拉得伯土關於童貞女產子的著作，寫於844和846之間，為到位於Soissons的女修道院而寫，運用他對聖餐的概念來評估合一性在教義的重要性.這篇論文大力捍衛馬利亞永恆童貞的想法。他在這一節中強調了教義在理解基督的兩種性質的統一性和基督在教會中與基督的統一中的重要性。瑪利亞的子宮既是基督的子宮，也是教會的子宮。在論文中，拉得伯土使用聖餐的觀念來識別多個感官，其中自然，個人和社區是統一的。
道成肉身並不是像其他孩子出生一樣，也不是人作為恩典的禮物，而是正如貴格利在他的Moralia所說－假定一個擁有不同特殊性質的人，他的不同特性會同時被保存，聖餐就正如人子同時擁有神與人的特性，擁有上帝的永恆屬性及母親的地上屬性。
拉得伯土認為聖餐就是同時結合耶穌道成肉身的神性與人性。是什麼令聖餐同時結合耶穌基督的神人二性。他稍後會澄清了這一點…。道成肉身，不是由自然的混合物，而是出於人的統一。因為這既是不可能的，也是一種奇妙的肉身誕生，而不是我們共同性質的律法，像一些盲目的主張，而是從恩典的聖餐。“這種恩典的聖餐，在基督裡建立了神性和人性的統一，是評估基督誕生的關鍵因素。聖餐不僅適用於道成肉身的特殊情況，因為他描述了道成肉身的次序。童女產子乎合了基督與教會合一的關係。基督由瑪麗亞所生，正如重生的人由教會所生。 “從前的先知被稱為聖潔只是一廂情願，直到基督來了，打開了他的新娘的子宮，並注入了神性的兒子。”聖餐透過基督將舊約和新約連合起來。在這裡拉得伯土斷言，透過聖餐和基督舊約的人物均能被稱為聖潔。聖餐將整個救贖的時序串連起來。